# 2025夏季达沃斯论坛
2025夏季达沃斯论坛，世界经济论坛第十六届新领军者年会，于2025年6月24日至26日在中国天津市举行，会议地点为天津市津南区的国家会展中心，来自世界90个国家和地区的超过1800位政要和商界领袖等受邀与会。

## 会议议程
2025年夏季达沃斯论坛的会议以“新时代企业家精神”为主题，议题为：解读世界经济、中国展望、颠覆的产业、投资于人和地球、新能源和材料。

## 场馆
本次年会是天津市成本夏季达沃斯论坛以来首次在津南区的国家会展中心举办，并采取100%绿色电力供应。